# Dyffryn Nantlle
Dyffryn Nantlle är en dal i Storbritannien.   Den ligger i riksdelen Wales, i den sydvästra delen av landet, 300 km nordväst om huvudstaden London. Dyffryn Nantlle ligger vid sjön Llyn Nantlle Uchaf.